# Matisia castano
Matisia castano là một loài thực vật có hoa trong họ Cẩm quỳ. Loài này được H. Karst. & Triana mô tả khoa học đầu tiên năm 1862.